# Botryococcus braunii
Ботріокок браунії (Botryococcus braunii) — вид зелених планктонних мікрововодоростей (мікрофітів) з невизначеною таксономічною приналежністю. Цей вид мікроводоростей вирізняється своєю здатністю виробляти велику кількість вуглеводнів, особливо жиру у вигляді тритерпенів, що, як правило, становлять близько 30-40 відсотків їхньої сухої ваги. Високий вміст жирів (можуть досягати 70 %) виносять водорість на поверхню води, і завдяки цьому водорість дістала назву «зелена нафта».

## Оптимальні умови росту
Ботріокок браунії найкраще росте при температурі 23 °C, інтенсивності світла 60 Вт/м², і солоності від 0,15 молярного NaCl. Однак, це наведені результати тестування з одного штаму, а інші, звичайно, деякою мірою можуть змінюватися.

## Жири. Біопаливо. Застосування
Ці мікроводорості мають потенційно важливе значення для виробництва поновлюваних джерел енергії.
З мікроводоростей отримують рідке вуглеводневе паливо (вихід вуглеводнів із маси складає до 86 % від сухої ваги сировини; отримання не є важким), а залишковий продукт є продуктом харчування для тваринництва або ж також добрим паливом. Для вирощування мікроводоростей застосовують багатосекційний біоконвертор сонячної енергії, що дає можливість безперервного процесу біоконверсії.